# Proctacanthus darlingtoni
Proctacanthus darlingtoni är en tvåvingeart som beskrevs av Charles Howard Curran 1951. Proctacanthus darlingtoni ingår i släktet Proctacanthus och familjen rovflugor.
Artens utbredningsområde är Dominikanska republiken. Inga underarter finns listade i Catalogue of Life.